# Терминатор: Битва за будущее
«Терминатор: Битва за будущее» (англ. Terminator: The Sarah Connor Chronicles — Терминатор: Хроники Сары Коннор) — фантастический телесериал по мотивам киносаги о «Терминаторе». По сюжету является продолжением фильма «Терминатор 2». Всего было снято два сезона; проект был заморожен из-за невысоких рейтингов второго сезона при показе в США, не оправдавших бюджет.
Главные герои — Сара Коннор и её сын Джон, вновь сталкиваются с терминатором, который явился из будущего, чтобы убить Джона. Но на защиту Джона из будущего прислана Камерон — терминатор в облике девушки, которая хорошо умеет подражать поведению человека и, по её словам, может испытывать некоторые чувства и эмоции. Она сообщает Коннорам, что «Скайнет» всё-таки был создан и Судный День состоялся 21 апреля 2011 года. Трое героев — Сара, Джон и Камерон пытаются вычислить создателя Скайнет и пресечь его разработки; параллельно за ними охотятся киборги, ФБР и полиция.

## Сюжет
События сериала начинаются в 1999 году, спустя несколько лет после окончания событий фильма «Терминатор 2». Сара и Джон пытаются жить нормальной жизнью, пока снова не появляются два терминатора — один, чтобы убить их, и второй — чтобы охранять. Джону не нравится его постоянная жизнь в бегах, и он просит Сару попробовать ещё раз изменить будущее и предотвратить создание «Скайнет».

## Актёры и роли

### Главные персонажи
- Лина Хиди в роли Сары Коннор: Сара Коннор — один из основных персонажей вселенной Терминатора. Она является матерью Джона Коннора, человека, который однажды возглавит Сопротивление в войне против Скайнета. Однако власти считают её опасной для общества. Создатель телесериала Джош Фридман просмотрел на эту роль более 300 актрис и описывал подходящую ему как «ту, которая воплотит дух оригинальной Сары (в исполнении Линды Хэмильтон), и ту, которая будет смотреться в этой роли правдоподобно, а не просто очередную гламурную голливудскую актриску». После того как друг посоветовал Фридману английскую актрису Лину Хиди, Джош просмотрел её записи и подумал, что она хорошо подойдет на эту роль, являясь «очень жёсткой женщиной»[5].
(На русский язык роль дублировала Людмила Шувалова).
- Томас Деккер в роли Джона Коннора: Джон Коннор — сын Сары и будущий лидер Сопротивления. В пилотном эпизоде ему 15 лет, однако в последнем эпизоде первого сезона ему исполняется 16. На протяжении сериала Джон борется со своими чувствами к Камерон, которая, несмотря на внешнее сходство с человеком, является киборгом. Деккер проходил кинопробы и был избран на роль Джона уже после того, как Лина Хиди была утверждена на роль Сары. Деккер описывал свою роль как «продолжение персонажа Эдди Фёрлонга», но «повзрослевшего и более хмурого»[6].
(На русский язык роль дублировал Михаил Тихонов).
- Саммер Глау в роли Кэмерон / Эллисон Янг: Кэмерон является перепрограммированным терминатором, которого из 2027 года прислал Джон Коннор для собственной защиты. Её модель и точные характеристики были описаны в книге Terminator Vault: The Complete Story Behind the Making of The Terminator and Terminator 2: Judgment Day как Т-900 Класс TOK715, она может испытывать эмоции и подражать человеческому поведению (включая робкий юмор) гораздо лучше модели Т-800, а также, впервые для терминаторов, она может плакать и принимать пищу[7][8]. Имя Кэмерон она получила от создателей сериала в дань уважения Джеймсу Кэмерону, сценаристу и режиссёру первых двух частей фильма[9]. Саммер не видела фильмов из серии Терминатора до приглашения принять участие на пробы как Камерон Филлипс, чья истинная роль в сюжете сериала первоначально держалась в секрете, но потом было объявлено о том, что Камерон будет терминатором из будущего, присланным для защиты Джона Коннора[7]. Саммер не представляла себя в роли машины из будущего, но благодаря настойчивости родителей всё же поехала на прослушивание. Как она сама говорила в одном из интервью, «её прослушали несколько раз, и, о чудо, она здесь, хотя она думала, что среди других актрис будет выглядеть белой вороной и никаких шансов у неё не будет»[10]. Джош Фридман изначально хотел видеть Саммер в роли Камерон. Играя Кэмерон, Глау отметила, что она была «обеспокоена» этой ролью, потому что для неё было вызовом сбалансировать качества робота и человека в одном персонаже. Играя терминатора, она старалась стереть четкую грань между человеком и машиной[11]. В четвёртом эпизоде второго сезона показана история происхождения Кэмерон. До того, как быть пойманной и перепрограммированной, она скопировала внешность и воспоминания реальной девушки — бойца Сопротивления Эллисон Янг.
(На русский язык роль дублировали: Полина Щербакова (первый сезон), Ольга Шорохова (второй сезон).
- Брайан Остин Грин в роли Дерека Риза: Солдат Сопротивления, присланный в прошлое будущим Джоном Коннором. Является старшим братом Кайла Риза и дядей Джона. Дерек знает Кэмерон в будущем, но все равно не доверяет ей до такой степени, что становится параноиком в её присутствии. Однако на протяжении сериала его отношение к ней начинает меняться в положительную сторону. Дерек впервые появляется в середине первого сезона и становится регулярным персонажем второго сезона. В предпоследнем эпизоде телесериала Дерек умирает от выстрела в голову, совершённого терминатором, который пришёл убить Саванну Уивер. Но в следующем, последнем эпизоде второго сезона, Джон Коннор, переместившись в пост-апокалиптическое будущее в поисках Джона Генри, встречает там Дерека, того самого, которого он видел ещё 11—12-летним мальчиком в 9 эпизоде первого сезона.
(На русский язык роль дублировали: Борис Шувалов (первый сезон), Петр Иващенко (второй сезон).
- Ричард Ти Джонс в роли Джеймса Эллисона: Агента ФБР, который преследовал Конноров по обвинению в убийстве Майлза Дайсона. Узнав, что терминаторы существуют, прекратил преследование и уволился из бюро. Его затем наняла на должность начальника охраны Кэтрин Уивер, президент корпорации «Зейра» (англ. Zeira Corporation, ZeiraCorp), и попросила его обучить Джона Генри (человеческого представления ИИ «Вавилон», развитого из «Турка») человечности[12].
(На русский язык роль дублировал Владимир Герасимов).
- Гаррет Диллахант в роли «Кромарти» / «Джона Генри» / Джорджа Ласло: Терминатор модели Т-888[13], посланный убить Джона. После уничтожения его чипа, Эллисон отдал тело Уивер, которая сделала его аватаром ИИ по имени Джон Генри он является ядром проекта «Вавилон» и напрямую контролирует систему в штаб-квартире корпорации Zeira, он был назван доктором Бойдом Шерманом, так как он помогал в разработке искусственного интеллекта в честь народного героя XIX века Джона Генри, который победил машину, но не смог предотвратить прогресс. В пилотном эпизоде роль Кромарти исполнил Оуайн Йомен[14].
(На русский язык роль дублировал Александр Новиков).
- Ширли Мэнсон в роли Кэтрин Уивер: Терминатор модели T-1001, убивший и принявший облик президента корпорации «ЗейраКорп». По собственной воле предала «Скайнет» и отправилась в прошлое с целью создать аналог «Скайнета» для борьбы с ним. Воспитывает Саванну, дочь настоящей Кэтрин. Работает с Эллисоном, не подозревающим о её сущности[15].
- Стефани Джейкобсен в роли Джесси Флорес: Австралийская морячка, девушка Дерека. Прибыла из более мрачного будущего, в котором Джон замкнулся в себе и перестал разговаривать со всеми бойцами Сопротивления, кроме Кэмерон. Хотела рассорить Джона и Кэмерон в прошлом, чтобы это будущее не произошло. Использовала Райли, рассчитывая, что Кэмерон сочтет её угрозой и убьёт, но в итоге Райли поняла мотив своей наставницы, и Джесси убила её сама. Джон и Дерек быстро обо всём догадались (а Джон даже сообщил ей, что её план всё равно бы провалился), и Риз убил её.
- Ливен Рамбин в роли Райли Доусон: Девушка, которую Джесси привела с собой из будущего для того, чтобы не дать сблизиться Джону и Кэмерон. Постепенно влюбилась в Джона по-настоящему. Считала Джесси своей второй матерью, но в итоге узнала, что была просто пушечным мясом, и отказалась далее помогать ей. Джесси застрелила её, чтобы завершить свой план, но множественные синяки от самозащиты выдали её.
- Дин Уинтерс в роли Чарли Диксона: Врач, бывший жених Сары.

## Описание сезонов
| Сезон | Сезон | Количество эпизодов | Премьера первого эпизода | Премьера последнего эпизода | Дата релиза на DVD и/или Blu-Ray | Дата релиза на DVD и/или Blu-Ray | Дата релиза на DVD и/или Blu-Ray | Дата релиза на DVD и/или Blu-Ray |
| Сезон | Сезон | Количество эпизодов | Премьера первого эпизода | Премьера последнего эпизода | Регион 1                         | Регион 2                         | Регион 4                         | Регион 5                         |
| ----- | ----- | ------------------- | ------------------------ | --------------------------- | -------------------------------- | -------------------------------- | -------------------------------- | -------------------------------- |
|       | 1     | 9                   | 13 января 2008           | 3 марта 2008                | 19 августа 2008                  | 11 августа 2008                  | 13 августа 2008                  | 10 марта 2009                    |
|       | 2     | 22                  | 8 сентября 2008          | 10 апреля 2009              | 22 сентября 2009                 | 30 ноября 2009                   | —                                | —                                |

Телекомпания FOX в 2009 году поставила точку в развитии сюжета сериала. Как сообщает Entertainment Weekly, из-за крайне низкого рейтинга последних серий второго сезона, руководство FOX приняло решение отказаться от съемок и продолжения третьего сезона.
На данный момент съёмки сериала закончены. Всего снято 2 сезона, с общим количеством эпизодов 31.

## Издание на DVD и Blu-Ray
Первый сезон был выпущен в Северной Америке на DVD и Blu-ray 19 августа 2008 года, а позднее и в России на DVD, под названием «Терминатор: Битва за будущее».
Второй сезон был выпущен 22 сентября 2009 года в Северной Америке под названием «Terminator — The Sarah Connor Chronicles: The Complete Second Season» на двух различных вариантах носителей — DVD или Blu-Ray, а также вышел 16 ноября 2009 в Великобритании.